# Mesoderme
A mesoderme é um  folheto embrionário que se forma na terceira semana de gestação, após a gastrulação, durante a neurulação no embrião dos animais triploblásticos, como os vertebrados. Situado entre a endoderme e a ectoderme, envolve uma cavidade com líquido chamada celoma que forma parte do sistema digestivo. Dá origem ao mesênquima e aos somitos.

## Diferenciação
A mesoderme faz diferenciação celular originando:
Mesênquima:
- Sistema urinário (inclusive os rins);
- Sistema reprodutor;
- Músculos lisos e estriados;
- Tecido conectivo.

Somitos:
- Ossos,
- Cartilagem,
- Músculos lisos e estriados,
- Medula óssea,
- Sistema circulatório (inclusive coração).

Cordomesoderme:
- Notocorda (será substituída posteriormente pela coluna vertebral) A notocorda forma o núcleo pulposo das vértebras.

Outros:
- Mesotélio (dá origem ao revestimento seroso de diversos órgãos)
- Baço (órgão que no feto faz eritropoiese e no adulto faz hemocatarese e é parte do sistema imunológico)

## Sub-tipos
Durante a fase de neurulação, a mesoderme pode ser sub-divida em quatro áreas:
- Mesoderme paraxial: desenvolve-se ao longo do eixo do embrião, formando somitos à volta do notocórdio e ao tubo neural (durante a fase denominada nêurula). Esses somitos dão origem ao esqueleto axial e músculos e tecidos conectivos do esqueleto central.
- Mesoderme axial: Dá origem a notocorda.

- Mesoderme intermédia: dará origem ao sistema urogenital.

- Mesoderme lateral: divide-se em duas placas: a placa somática (parietal) e a placa esplâncnica (visceral) e, entre as duas, o celoma (nos animais celomados).
  - Somática: dá origem a ossos, ligamentos, tecido conectivo e vasos sanguíneos dos membros.
  - Esplâncnica: dá origem a coração, vasos sanguíneos e musculatura lisa dos pulmões e sistema digestivo.
  - Celoma: dá origem às cavidades do corpo (pleural, pericárdica e peritoneal)